# Grigoriopol
Grigoriopol (moldavsky: Григориопол/Grigoriopol; rusky: Григориополь, Grigoriopol; ukrajinsky: Григоріополь, Hryhoriopol) je město na levém břehu Dněstru pod kontrolou mezinárodně neuznané Podněsterské moldavské republiky, administrativní centrum Grigoriopolského rajonu Podněsterské moldavské republiky. Roku 2010 zde žilo 9 500 obyvatel, především Moldavané, Rusové a Ukrajinci.

## Dějiny
Ve středověku oblast dnešního Grigoriopolu byla pod kontrolou Kyjevské Rusi, posléze Haličsko-volyňského knížectví, Zlaté hordy a Osmanské říše . Po Jaském míru v roce 1791 získalo území Rusko. Stát organizoval osidlování kraje, které v oblasti jižní Ukrajiny včetně Podněstří vedl kníže Potěmkin. Samotné město založili roku 1792 arménští osídlenci, kteří sem přišli z Izmailu. Posléze začali přicházet i noví moldavští, ukrajinští a židovští obyvatelé. V lednu 1918 získala kontrolu nad městem sovětská vláda, město se stalo součástí Ukrajinské sovětské socialistické republiky, roku 1924 Moldavské autonomní SSR v rámci sovětské Ukrajiny. Roku 1940 Grigoriopol připadl k nově utvořené Moldavské SSR. Mezi lety 1941 až 1944 území okupovala rumunská a německá armáda, Podněstří se stalo součástí rumunské provincie Zadněstří. Po osvobození bylo opět začleněno do Moldavské SSR. Roku 1990 se občané Grigoriopolského rajonu v referendu rozhodli pro vstup do nově se utvářející Podněsterské moldavské SSR, jejíž vznik vedení Moldavské SSR neuznalo a označilo za protiústavní. O rok později vyhlásilo Podněstří jednostranně samostatnost, kterou dosud uznaly pouze státy se sporným statusem. V roce 2002 udělil Nejvyšší sovět Podněsterské moldavské republiky Grigoriopolu status města.
V okolí města je provozováno vinařství, těžba štěrku na pobřeží Dněstru.